# Крегганбон
Крегганбон (англ. Cregganbaun; ирл. An Creagán Bán) — деревня в Ирландии, находится в графстве Мейо (провинция Коннахт).
В 2007 году в данном районе предлагалось открыть туристическую золотую шахту (зарабатывающую больше на посетителях, чем на добыче руды).
Местная школа в настоящее время не используется, поэтому местные дети учатся в более современных школах Киллена и Луисборо.